# Lniano (gemeente)
De gemeente Lniano is een landgemeente in het Poolse woiwodschap Koejavië-Pommeren, in powiat Świecki.
De zetel van de gemeente is in Lniano.
Op 30 juni 2004 telde de gemeente 4070 inwoners.

## Oppervlakte gegevens
In 2002 bedroeg de totale oppervlakte van gemeente Lniano 88,34 km², waarvan:
- agrarisch gebied: 62%
- bossen: 26%

De gemeente beslaat 6% van de totale oppervlakte van de powiat.

## Demografie
Stand op 30 juni 2004:
| Omschrijving                   | Totaal | Totaal | Vrouwen | Vrouwen | Mannen | Mannen |
| ------------------------------ | ------ | ------ | ------- | ------- | ------ | ------ |
| eenheid                        | aantal | %      | aantal  | %       | aantal | %      |
| inwoners                       | 4070   | 100    | 2095    | 51,5    | 1975   | 48,5   |
| bevolkingsdichtheid (inw./km²) | 46,1   | 46,1   | 23,7    | 23,7    | 22,4   | 22,4   |

In 2002 bedroeg het gemiddelde inkomen per inwoner 1541,64 zł.

## Administratieve plaatsen (sołectwo)
Błądzim, Brzemiona, Jeziorki, Jędrzejewo, Lniano, Lubodzież, Mszano, Mukrz, Ostrowite, Siemkowo, Wętfie.

## Aangrenzende gemeenten
Bukowiec, Cekcyn, Drzycim, Osie, Świekatowo